# Leuchtenberg
Leuchtenberg è un comune tedesco di 1 310 abitanti, situato nel land della Baviera.